# Chinit
Der Chinit (Khmer: Stung Chinit; auch Chinith geschrieben) ist ein Fluss in Kambodscha in der Provinz Kampong Thom. Er ist ein wichtiger Abfluss des Sees Tonle Sap („großer See“) und hat eine Länge von 264 km. Mit 4.504 km² hat er das drittgrößte Einzugsgebiet der Flüsse rund um den Tonle-Sap-See, das jährlich eine Niederschlagsmenge von ca. 1.500 mm aufweist. Der durchschnittliche Abfluss wird auf 6.711 m³/s geschätzt. Die wichtigsten Nebenflüsse sind der Kambot, der Slap und der Tang Krasang. Ungewöhnlich ist, dass der Fluss in einer Schleife bei Kampong Chhnang in der Provinz Kampong Chhnang zurück in den Hauptabfluss des Sees, den gleichnamigen Tonle Sap, mündet, der zum Mekong und zum Mekongdelta fließt.
Die prähistorische Ausgrabungsstätte von Samrong Sen befindet sich am Ufer des Flusses. Wasserressourcenprojekte, die 1971 und 2003 begannen, hatten unterschiedlichen Erfolg.

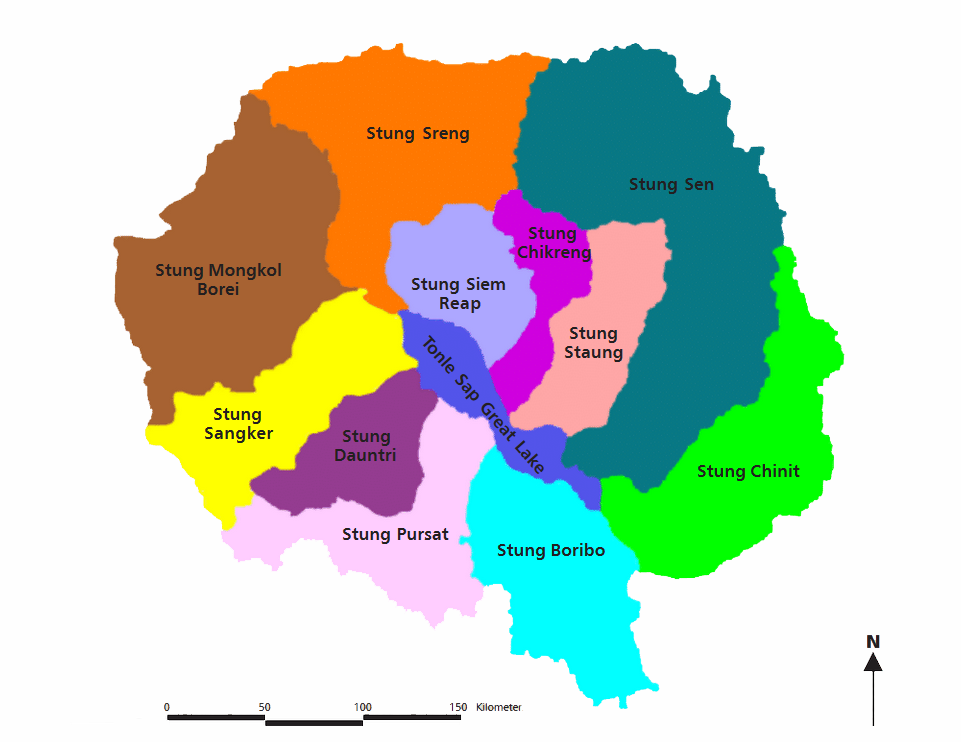
Die Subbecken der Flüsse rund um den Tonle-Sap-See

Binnenschifffahrt wird aufgrund der geringen Tiefe des Flusses nur sehr eingeschränkt praktiziert. Bewohner des Flussufers nutzen Fischer- und Gemeinschaftsboote zum Transport von Waren zu den Märkten; der Fluss ist damit eine wichtige Handelsroute.
Der Chinit war Gegenstand von Studien zur Fischwanderung. Dazu wurden in Abschnitten von 20 bis 50 km flussaufwärts im Chinit und vier weiteren Flüssen in den Überschwemmungsgebieten des Tonle-Sap-Sees Proben von Larven und Jungfischen entnommen. Im Chinit wurden 71 Arten aus 4 Typen registriert. Dabei wurde festgestellt, dass die Arten in den fünf Flüssen unterschiedlich, in den Nebenflüssen des Chinit aber identisch waren.